# Центральная городская больница имени Н. А. Семашко

Памятная доска М. Н. Мироненко на здании родильного отделения

Центральная городская больница имени Н. А. Семашко (ЦГБ) — одна из самых крупных больниц в Ростове-на-Дону.

## История
Центральная городская больница города Ростова-на-Дону ведёт свою историю с июня 1922 года, когда в городе была открыта Донская окружная больница. Новая больница была открыта на месте инфекционных бараков военного эвакогоспиталя, где боролись с эпидемиями холеры, тифа, дизентерии и других заболеваний этого типа. Главным врачом новой больницы стал доктор Е. Б. Либензон. В сентябре того же года на территорию госпиталя перебралась Николаевская городская больница, в бывшем помещении которой разместился переехавший в Ростов медицинский факультет Варшавского университета. До конца года в другом бараке начало функционировать хирургическое отделение под руководством Леона Соломоновича Аствацатурова. Детское отделение Николаевской больницы, занявшее один из отремонтированных бараков, было рассчитано на 30—40 коек; в том же здании разместились ясли для детей больничного персонала. Терапевтическое отделение под руководством П. И. Перфильева было рассчитано на 70 коек.
Оборудование госпиталя составило основу занявшей три комнаты лаборатории новой больницы; заведующим лаборатории стал доктор М. И. Шисчал, первым прозектором — Д. В. Хованский, которого вскоре сменил профессор Ш. И. Криницкий, по-настоящему развернувший прозекторскую службу больницы. Криницкий стал организатором клинико-анатомических конференций и, как указывает краевед Минас Багдыков, основал новую патологоанатомическую школу.
В 1923 году в больнице заработало инфекционное отделение, призванное решать задачи борьбы с тифом, холерой и малярией. Будущий академик Б. И. Трусевич стал его первым заведующим. В следующие два года были созданы ещё два инфекционных отделения, в дальнейшем суммарное число коек во всех трёх дошло до 300. Детское инфекционное отделение было рассчитано на 120 больных скарлатиной; его возглавил доктор М. Е. Лансберг. В дальнейшем в отделении появились палаты для больных корью (1925 год), а затем ветряной оспой и дифтерией (1926 год).
В 1926 году по проекту московских архитекторов Голосова, Гринберга и Ильина началась стройка типовой больницы, оконченная в 1930 году. Новая больница насчитывала 2100 коек, её главврачом стал доктор С. Л. Клячкин. Терапевтическое отделение новой больницы занимало отдельное двухэтажное здание на 220 коек (с 1933 года на его основе действовала кафедра госпитальной терапии Ростовского университета, до 1954 года возглавлявшаяся профессором А. С. Вороновым, затем профессором Н. М. Ивановым). С 1931 года при больнице функционировал отдельный детский стационар на 120 мест, который возглавил доктор Е. М. Гринберг. В дальнейшем детские отделения больницы использовались кафедрой детских болезней Ростовского университета под руководством профессора И. Я. Серебрийского. Также в 1931 году в больнице открылось отоларингологическое отделение, на основе которого сразу же начал действовать медицинский институт (директор до 1953 года Д. И. Зимонт, которого затем сменил на посту заведующего кафедры лор-болезней А. Р. Ханамиров, создавший собственную школу).
После реставрации правого крыла больницы, пострадавшего во время Великой Отечественной войны, в него перебралась глазная клиника, использовавшаяся как база для кафедры глазных болезней. Также в комплекс больницы входил городской онкологический диспансер.

## Отделения
| Круглосуточные стационарные: - Отоларингологическое отделение № 1 для взрослых - Отоларингологическое отделение № 2 для взрослых - Отоларингологическое отделение для детей - Акушерское отделение (роддом) - Хирургическое отделение - Травматологическое отделение - Неврологические отделения - Инфекционные отделения - Кардиологическое отделение - Терапевтическое отделение | Дневные стационарные: - Отоларингологическое отделение для детей - Отоларингологическое отделение № 2 для взрослых - Отоларингологическое отделение № 1 для взрослых - Женская консультация | Амбулаторные: - Поликлиника для взрослых - Детская поликлиника - Женская консультация - Травмпункт |

## Объект культурного наследия
Комплекс ЦГБ им. Семашко является одним из двух архитектурных памятников советского авангарда в Ростове-на-Дону (второй такой объект — внесённый в списки ЮНЕСКО Ростовский театр им. М. Горького). Фасады больницы выполнены из облицовочного силикатного кирпича, архитектура функциональна: по форме окон можно понять, какие помещения за ними находятся.
Когда администрация больницы, планировавшая возведение нового 12-этажного корпуса, решила снести старые здания, был возбуждён судебный процесс, который больница проиграла во всех инстанциях. Было достигнуто компромиссное решение, позволяющее совместить строительство нового корпуса с сохранением памятников архитектуры, однако в 2012 году конфликт разгорелся вновь, когда больничное руководство обратилось за содействием в сносе «рухляди» напрямую к губернатору области Василию Голубеву. Региональное отделение ВООПИиК со своей стороны заказало экспертизу в Ставрополе и заручилось поддержкой А. П. Кудрявцева — председателя Академического совета по охране наследия Российской академии архитектуры и строительных наук.
В начале 2013 года администрация Ростовской области признала комплекс больничных зданий 3-го десятилетия XX века объектом культурного наследия регионального значения. В декабре того же года губернатор санкционировал работу над проектом реконструкции комплекса, который предполагается закончить к октябрю 2014 года.

Памятник на территории больницы